# Inspection générale de l'instruction et de la formation militaires
L'Inspection générale de l'instruction et de la formation militaires est une autorité militaire de l'armée prussienne.

## Histoire
L'inspection générale est formée par AKO le 26 décembre 1819 à Berlin. Elle est d'abord la haute direction de l'École générale de guerre, du corps de cadets, ainsi que du présidium de la commission d'études militaires. Par AKO du 13 juin 1825, l'Inspection générale reçoit la tutelle générale des écoles divisionnaires, l'École combinée d'artillerie et de génie, et en 1837 également la présidence de la Commission supérieure des études militaires.
Par la multiplication des écoles de guerre, le 1 janvier 1875 l'Inspection des écoles de guerre (de) nouvellement créée entre l'Inspection générale et les écoles de guerre. Le 21 novembre 1872, l'Académie de guerre et le 5 janvier 1882 l'École combinée d'artillerie et de génie quittent le domaine de commandement de l'Inspection générale.
En 1914, l'Inspection générale est chargée de :
- l'Académie technique militaire,
- la commission supérieure des examens militaires,
- l'inspection des écoles de guerre et
- le commandement du corps de cadets

L'Inspection générale est dirigée par un inspecteur général qui, à partir du 3 mai 1878 détient le grade et les honoraires de général commandant.

## Inspecteurs généraux
| Grade                                  | Nom                                | Date                                 |
| -------------------------------------- | ---------------------------------- | ------------------------------------ |
| Generalleutnant                        | Otto von Pirch                     | 26 décembre 1819 au 26 mai 1824      |
| Generalleutnant                        | Karl Friedrich von Holtzendorff    | 13 juin 1825 au 29 septembre 1828    |
| Generalleutnant                        | Georg Wilhelm von Valentini (de)   | 5 octobre 1828 au 6 août 1834        |
| Generalleutnant/General der Infanterie | Hans von Luck                      | 2 octobre 1834 au 22 mai 1844        |
| Generalleutnant                        | Otto August Rühle von Lilienstern  | 23 mai 1844 au 1er juillet 1847      |
| Generalleutnant                        | Ludwig von Below (de)              | Juillet 1847 au 19 juillet 1848      |
| Generalleutnant                        | Karl von Reyher                    | 24 octobre 1848 au 18 novembre 1850  |
| Generalleutnant                        | Karl Friedrich von Selasinsky (de) | 19 novembre 1850 au 17 novembre 1851 |
| Generalleutnant                        | Karl von Reyher                    | 18 novembre 1851 au 2 août 1852      |
| Generalleutnant                        | Joseph von Radowitz                | 3 août 1852 au 25 décembre 1853      |
| Generalleutnant/General der Infanterie | Eduard von Peucker                 | 6 avril 1854 au 20 novembre 1872     |
| Generalleutnant/General der Kavallerie | Albert von Rheinbaben              | 21 novembre 1872 au 22 octobre 1880  |
| Generalleutnant/General der Infanterie | Otto von Strubberg                 | 23 octobre 1880 au 23 mars 1890      |
| Generalleutnant/General der Infanterie | Alfred von Keßler (de)             | 24 mars 1890 au 19 janvier 1898      |
| General der Infanterie                 | Richard von Funck                  | 27 janvier 1898 au 10 septembre 1903 |
| Generalleutnant                        | Oskar von Hugo                     | 11 septembre 1903 au 9 avril 1906    |
| Generalleutnant/General der Kavallerie | Curt von Pfuel                     | 10 avril 1906 au 11 mars 1910        |
| General der Infanterie                 | Alfred von Haugwitz (de)           | 12 mars 1910 au 2 mars 1914          |
| General der Infanterie                 | Gustav von Oertzen                 | 3 mars au 2 août 1914                |
| Generalleutnant                        | Arthur von Gabain                  | 18 janvier au 25 juin 1919           |